# As Três Irmãs
As Três Irmãs (em russo: Три сeстры, translit. Tri Sestri) é uma peça do dramaturgo russo Anton Pavlovitch Tchékhov, em quatro atos, um drama escrito em 1900 e encenado pela primeira vez em 1901, em Moscou.

## Personagens
- Andrei Sergueievitch Prosorov - irmão das 3 irmãs
- Natália Ivanovna, sua noiva e depois sua mulher
- Olga, Maria e Irina, irmãs de Prosorov
- Fédor Ilitch Kulyguin, professor do liceu, marido de Macha
- Aleksandr Ignatievitch Verchinin, tenente-coronel, comandante
- Nikolai Lvovitch Tusenbach, barão e tenente
- Vassíli Vassilievitch Solioni, capitão
- Ivan Romanovitch Tchebutykin, medico militar
- Aleksei Petrovitch Fedotik, subtenente
- Vladimir Karlovitch Rodé, subtenente
- Feraponte, guarda da administração rural
- Anfissa, velha ama, com 80 anos de idade

## Enredo
Os Prozorov: Três irmãs, Olga, Irina e Macha, vivem durante muitos anos numa província no interior da Rússia, em companhia de seu irmão André. Olga, solteira que vê os anos passarem e a oportunidade de casar; Macha, esposa de um professor de liceu, aos poucos percebe a mediocridade do marido; e Irina, a mais nova, que é a única que ainda acredita no futuro.
Ambas idealizam Moscou como a sua única salvação, o lugar onde haviam passado uma infância feliz, e anseiam voltar para lá; porém, com o passar do tempo, o projeto é sempre adiado, devido à vida provinciana que levam.
O comandante Verchinine e seu destacamento chegam à província, iniciando um interesse por Macha, enquanto dois de seus oficiais fazem a corte a Irina. Enquanto se desenrolam os problemas das três irmãs, Natália, esposa de Andrei, passa a dominar a casa.
O destacamento se retira da cidade, levando a esperança de Macha e de Irina, cujo pretendente morre num duelo, enquanto Olga se conforma, aceitando o cargo de diretora da escola. As três abdicam, assim, de seus sonhos de mudança.

## Teatro (lista parcial)
| Teatro                                                                            | País                         | Produção                                                           | Direção                 | Adendo                                               | Elenco | Observações                                                     |
| --------------------------------------------------------------------------------- | ---------------------------- | ------------------------------------------------------------------ | ----------------------- | ---------------------------------------------------- | --- | --------------------------------------------------------------- |
| 1901                                                                              |                              |                                                                    |                         |                                                      | |                                                                 |
| Teatro Artístico de Moscou                                                        | Rússia (Moscou)              |                                                                    |                         |                                                      | |                                                                 |
| 1923                                                                              |                              |                                                                    |                         |                                                      | |                                                                 |
| F. Ray Comstock, Morris Gest e The Moscow Art Theatre                             | Estados Unidos, Nova Iorque  | Original Jolson’s 59th Street Theatre                              | Constantin Stanislavsky |                                                      | Nikolai Alexandroff, Peter Baksheieff, Alexei Bondirieff                                                                                             | 8 de janeiro                                                    |
| 1926                                                                              |                              |                                                                    |                         |                                                      | |                                                                 |
| Civic Repertory Theatre                                                           | Estados Unidos, Nova Iorque  | Civic Repertory Theatre                                            | Eva Le Gallienne        |                                                      | Hardie Albright, Nancy Bevill, Alan Birmingham, Egon Brecher                                                                                         | 8 de novembro a dezembro, 39 apresentações                      |
| 1935                                                                              |                              |                                                                    |                         |                                                      | |                                                                 |
| Old Vic Theater                                                                   | Inglaterra                   |                                                                    |                         |                                                      | John Gielgud, Michel Redgrave, Peggy Ashcroft |                                                                 |
| 1939                                                                              |                              |                                                                    |                         |                                                      | |                                                                 |
| The Surrey Theatre                                                                | Estados Unidos               | Longacre Theatre                                                   | Dwight Deere Wiman      | Adaptação de Guilbert Guerney                        | Robert Allen, John Boruff, George Cotton, Hume Cronyn                                                                                                | 14 de outubro a 21 de outubro, 9 apresentações                  |
| 1942                                                                              |                              |                                                                    |                         |                                                      | |                                                                 |
| Broadway, Barrymore Theatre Corporation                                           | Estados Unidos               | Ethel Barrymore Theatre                                            | Guthrie McClintic       | Adaptação de Alexander Koirensky e Guthrie McClintic | Judith Anderson, Katharine Cornell, Ruth Gordon, Gertrude Musgrove                                                                                   | Dezembro de 1942 a abril de 1943, 123 apresentações             |
| 1964                                                                              |                              |                                                                    |                         |                                                      | |                                                                 |
| The Actors Studio                                                                 | Estados Unidos, Nova Iorque  | Morosco Theatre                                                    | Lee Strasberg           | Versão de Randall Jarrell                            | Luther Adler, Barbara Baxley, William Burns, Tamara Daykarhanova                                                                                     | 22 de junho de 1964 a 3 de outubro de 1964, 119 apresentações   |
| 1965                                                                              |                              |                                                                    |                         |                                                      | |                                                                 |
|                                                                                   | Inglaterra                   | BBC Home Service                                                   | John Tydeman            | Adaptação de Peter Watts                             | Paul Scofield, Lynn Redgrave, Ian McKellan, Jill Bennett                                                                                             | Estreia em 24 de maio                                           |
| 1969                                                                              |                              |                                                                    |                         |                                                      | |                                                                 |
| The American National Theatre and Academy, Alfred De Liagre, Jr. e Jean Dalrymple | Estados Unidos, Nova Iorque  | ANTA Playhouse                                                     | William Ball            | Dança de Ed Mock                                     | Jay Doyle, George Ede, Harry Frazier | 9 a 25 de outubro de 1969, 11 apresentações                     |
| 1972                                                                              |                              |                                                                    |                         |                                                      | |                                                                 |
|                                                                                   | Brasil                       |                                                                    | José Celso Corrêa       |                                                      | Maria Fernanda, Kate Hansen, Analu Prestes e Renato Borghi                                                                                           |                                                                 |
| 1974                                                                              |                              |                                                                    |                         |                                                      | |                                                                 |
| City Center Acting Company                                                        | Estados Unidos, Nova Iorque  | Billy Rose Theatre                                                 | Boris Tumarin           | Adaptação de Tyrone Guthrie e Leonid Kipnis          | Gisela Caldwell, Leah Chandler, Peter Dvorsky, Benjamin Hendrickson, Cynthia Herman, Kevin Kline                                                     | 19 de dezembro de 1973 a 11 de janeiro de 1974, 7 apresentações |
| 1975                                                                              |                              |                                                                    |                         |                                                      | |                                                                 |
| The Acting Company                                                                | Estados Unidos, Nova Iorque  | Harkness Theatre                                                   | Boris Tumarin           | Adaptação de Tyrone Guthrie e Leonard Kipnis         | Brooks Baldwin, Glynis Bell, Cynthia Dickason, Peter Dvorsky                                                                                         | 4 a 8 de novembro de 1975, 7 apresentações                      |
| 1982                                                                              |                              |                                                                    |                         |                                                      | |                                                                 |
|                                                                                   | Estados Unidos               | Manhattan Theatre Club                                             |                         |                                                      | Dianne Wiest, Lisa Banes, Mia Dillon, Christine Ebersole, Sam Waterston, Jeff Daniels, Bob Balaban, Jack Gilford                                     |                                                                 |
| 1984                                                                              |                              |                                                                    |                         |                                                      | |                                                                 |
|                                                                                   | Estados Unidos               | Chicago's Steppenwolf Theatre                                      | Austin Pendleton        |                                                      | Molly Regan, Joan Allen, Rondi Reed, Kevin Anderson                                                                                                  |                                                                 |
| 1996                                                                              |                              |                                                                    |                         |                                                      | |                                                                 |
| The Nederlander Organization/ The Moscow Sovremennik Theatre Company              | Estados Unidos, Nova Iorque  | Lunt-Fontanne Theatre                                              | Galina Volchek          |                                                      | Olga Drozdova, Vladislav Fedchenko, Gennady Frolov, Valentin Gaft                                                                                    | 7 a 13 de novembro de 1996, 5 apresentações                     |
| 1997                                                                              |                              |                                                                    |                         |                                                      | |                                                                 |
| The Roundabout Theatre Company                                                    | Estados Unidos (Nova Iorque) | Criterion Center Stage Right                                       | Scott Elliott           | Adaptação de Lanford Wilson                          | Robert Bogue, Billy Crudup, Calista Flockhart, Paul Giamatti, David Marshall Grant, Ben Hammer, Amy Irving, Betty Miller, Jerry Stiller, Eric Stoltz | 13 de fevereiro a 6de abril de 1997, 61 apresentações           |
| 1997                                                                              |                              |                                                                    |                         |                                                      | |                                                                 |
|                                                                                   | Estados Unidos (Nova Iorque) | The Roundabout Theatre                                             |                         |                                                      | Jerry Stilller, Billy Crudup, Lili Taylor, Paul Giamatti, Amy Irving, Jeanne Tripplehorn, Calista Flockhart, Ally McBeal, David Strathairn           |                                                                 |
| 2007                                                                              |                              |                                                                    |                         |                                                      | |                                                                 |
|                                                                                   | Canadá (Toronto)             | Soulpepper Theatre                                                 | László Marton           | Versão de Nicolas Billon                             | László Marton | De 30 de agosto a 13 de outubro                                 |
| 2008                                                                              |                              |                                                                    |                         |                                                      | |                                                                 |
| Playhouse, QPAC, Brisban                                                          | Rússia (Moscou)              | Chekhov International Theatre, parte do Brisbane Festival Festival | Declan Donnellan        |                                                      | | De 29 de julho a 3 de agosto                                    |
| 2009                                                                              |                              |                                                                    |                         |                                                      | |                                                                 |
|                                                                                   | Estados Unidos (Portland)    | Artists Repertory Theatre                                          | Jon Kretzu              | Adaptação de Tracy Letts                             | | De 5 de maio a 14 de junho                                      |

## Cinema e TV
| 1964             |                 |                                |                                                                              |                                     |
|                  | URSS (Moscou)   | Samson Samsonov                | Lyubov Sokolova, Margarita Volodina, Tatyana Malchenko                       |                                     |
| 1966             |                 |                                |                                                                              |                                     |
| Actors Studio    | Estados Unidos  | Paul Bogart                    | Kim Stanley, Geraldine Page, Sandy Dennis e Shelley Winters                  | Roteiro adaptado de Randall Jarrell |
| 1970             |                 |                                |                                                                              |                                     |
| Alan Clore Films | Inglaterra      | Laurence Olivier e John Sichel | Joan Plowright, Alan Bates, Ronald Pickup e Laurence Olivier                 |                                     |
| 1980             |                 |                                |                                                                              |                                     |
|                  | Portugueses     |                                | Fernanda Alves, Catarina Avelar, Henriqueta Maya, Varela Silva e Lígia Teles |                                     |
| 1981             |                 |                                |                                                                              |                                     |
|                  | Inglaterra      | Trevor Nunn                    | Suzanne Bertish, Janet Dale, Bob Peck                                        | Feito para TV                       |
| 1994             |                 |                                |                                                                              |                                     |
|                  | Rússia/Alemanha | Sergei Solovyov                | Olga Belyaieva, Kseniya Kachalina e Elena Koikova                            |                                     |